# Lei (beek)
De Lei is een beek in Noord-Brabant. De beek ontspringt bij een bron bij Nijhoven ten oosten van Baarle in de gemeente Baarle-Nassau.
De beek stroomt in noordoostelijke richting in de richting van Riel, om vervolgens naar het noorden in de richting van Tilburg te stromen. Daar waar de beek samenkomt met de Hultense Leij vormt het de Donge, om uiteindelijk bij Geertruidenberg in de Amer te stromen.
In de buurt van Riel vormt het dal over een lengte van vijf kilometer een natuurgebied, het Riels Laag

## Trivia
- Ten oosten van de Lei stromen diverse riviertjes die Leij heten. Om ze te onderscheiden zijn de namen nader gespecificeerd zoals Nieuwe Leij of Zandleij. Deze riviertjes stromen richting Tilburg en lopen uiteindelijk naar het oosten af naar Vught en 's-Hertogenbosch.